# Lérida (Colombia)
Lérida è un comune della Colombia facente parte del dipartimento di Tolima.
L'abitato venne fondato da un gruppo di missionari francescani nel 1690, mentre l'istituzione del comune è del 21 febbraio 1863.